# دائرة تقزيرت
دائرة تقزيرت إحدى دوائر ولاية تيزي وزو. 
مقرها تقزيرت. 
تبلغ مساحتها 166.377 كم² يقطنها 38523 نسمة (أي بكثافة سكانية تقدر بـ 232 نسمة /كم²). 
وتضم كل من بلديات :
- تقزيرت
- إفليسن
- مزرانة

## مواضيع ذات صلة
- دوائر ولاية تيزي وزو
- بلديات ولاية تيزي وزو